# العلاقات الهندية الإسواتينية
العلاقات الهندية الإسواتينية هي العلاقات الثنائية التي تجمع بين الهند وإسواتيني.

## مقارنة بين البلدين
هذه مقارنة عامة ومرجعية للدولتين:
| وجه المقارنة                                              | الهند                       | إسواتيني                                   |
| --------------------------------------------------------- | --------------------------- | ------------------------------------------ |
| المساحة (كم2)                                             | 3.29 مليون                  | 17.36 ألف                                  |
| عدد السكان (نسمة)                                         | 1.35 مليار                  | 1.37 مليون                                 |
| الكثافة السكانية (ن./كم²)                                 | 410.33                      | 78.92                                      |
| العاصمة                                                   | نيودلهي                     | لوبامبا، مبابان                            |
| اللغة الرسمية                                             | اللغة الهندية، لغة إنجليزية | لغة إنجليزية، لغة سوازي                    |
| العملة                                                    | روبية هندية                 | ليلانغيني سوازيلندي                        |
| الناتج المحلي الإجمالي (بليون دولار)                      | 2.60 تريليون                | 4.41 مليار                                 |
| الناتج المحلي الإجمالي (تعادل القوة الشرائية) بليون دولار | 8.00 تريليون                | 11.13 مليار                                |
| الناتج المحلي الإجمالي الاسمي للفرد دولار أمريكي          | 1.60 ألف                    | 3.20 ألف                                   |
| الناتج المحلي الإجمالي للفرد دولار أمريكي                 | 5.70 ألف                    | 8.29 ألف                                   |
| مؤشر التنمية البشرية                                      | 0.609                       | 0.531                                      |
| رمز المكالمات الدولي                                      | +91                         | +268                                       |
| رمز الإنترنت                                              | .in، .भारत ‏، .بھارت ‏،        | .sz                                        |
| المنطقة الزمنية                                           | ت ع م+05:30، توقيت الهند    | التوقيت القياسي لجنوب أفريقيا، ت ع م+02:00 |

## منظمات دولية مشتركة
يشترك البلدان في عضوية مجموعة من المنظمات الدولية، منها:
| علم المنظمة | اسم المنظمة                        | تاريخ انضمام الهند | تاريخ انضمام إسواتيني |
| ----------- | ---------------------------------- | ------------------ | --------------------- |
|             | يونسكو                             | 4 نوفمبر 1946      | 25 يناير 1978         |
|             | مؤسسة التمويل الدولية              | 20 يوليو 1956      | 22 سبتمبر 1969        |
|             | منظمة حظر الأسلحة الكيميائية       | ?                  | ?                     |
|             | مؤسسة التنمية الدولية              | 24 سبتمبر 1960     | 22 سبتمبر 1969        |
|             | منظمة التجارة العالمية             | 1995               | ?                     |
|             | وكالة ضمان الاستثمار متعدد الأطراف | 6 يناير 1994       | 18 أبريل 1990         |
|             | الاتحاد البريدي العالمي            | ?                  | ?                     |
|             | الاتحاد الدولي للاتصالات           | 1869               | 11 نوفمبر 1970        |
|             | منظمة الشرطة الجنائية الدولية      | ?                  | ?                     |
|             | الأمم المتحدة                      | 30 أكتوبر 1945     | 24 سبتمبر 1968        |
|             | البنك الدولي للإنشاء والتعمير      | 27 ديسمبر 1945     | 22 سبتمبر 1969        |
|             | البنك الإفريقي للتنمية             | ?                  | ?                     |
|             | دول الكومنولث                      | 15 أغسطس 1947      | ?                     |

## وصلات خارجية
- موقع وزارة الخارجية الهندية